# Union athlétique saverdunoise
Maillots
Actualités
L'Union athlétique saverdunoise est un club français de rugby à XV basé à Saverdun situé dans le département de l'Ariège, en région Occitanie.

## Histoire
Un premier club est créé à Saverdun en 1908, sous le nom d'Union sportive saverdunoise, après une dizaine d'années de pratique informelle.
En 1929, à la suite du décès d'un joueur, le président et le bureau de l'USS démissionnent, et le club cesse d'exister.
Après près de deux années sans club de rugby à Saverdun, la pratique renaît de manière embryonnaire, une équipe disputant quelques matchs uniquement à l'extérieur, aucune structure officielle n'existant.
En 1932, un nouveau club est formellement créé, l'Union athlétique saverdunoise.
L'école de rugby est créée en 1958 par Paul Fines, directeur d'école qui laissera son nom au stade municipal.
Les Saverdunois sont notamment champions de France de troisième division en 1969, battant 12 à 8 Monein à Objat.
En 1976, le club échoue de justesse à monter en première division, battu par Lombez-Samatan en huitième de finale du championnat de France de deuxième division. Après cet échec, il n'a plus eu dans son histoire l'occasion d'accéder au plus haut niveau du rugby français.
Promu en Fédérale 2 en 2013 où elle se maintient jusqu'en 2016, l'UAS descend en division inférieure à l'issue de la saison 2017-18.
Le club évolue en Fédérale 3 pour la saison 2023-2024 et remporte le titre à l'issue de celle-ci face au Servian-Boujon Rugby sur le score de 30-29.

## Résultats sportifs

### Palmarès
- 1969 : Champion de France de troisième division[10],[11].
- 1984 : Champion de France Honneur
- 1985 : Excellence B
- 1986 : Excellence B
- 1987 : Excellence B
- 1995 : Excellence B
- 2022 : Excellence B
- 2024 : Fédérale 3[9]

### Finales disputées
| Compétition | Date et lieu de la finale | Vainqueur   | Score   | Finaliste             |
| ----------- | ------------------------- | ----------- | ------- | --------------------- |
| 3e division | 1969 à Objat              | UA Saverdun | 12 - 8  | SA Monein             |
| Honneur     | 1984                      | UA Saverdun | 15 - 14 | Saint-Vallier sportif |
| Fédérale 3  | 2024 à Mazamet            | UA Saverdun | 30 - 29 | Servian-Boujan Rugby  |

### Bilan saison par saison
| Saison    | Niveau | Championnat | Classement | Phase finale                       | Titres               |
| --------- | ------ | ----------- | ---------- | ---------------------------------- | -------------------- |
| 2016-2017 | 4      | Fédérale 2  | 8e/10      | -                                  | -                    |
| 2017-2018 | 4      | Fédérale 2  | 12e/12     | Relégation en Fédérale 3           | -                    |
| 2018-2019 | 5      | Fédérale 3  | 1er/12     | Éliminés en 1/16es de finale       | -                    |
| 2019-2020 | 5      | Fédérale 3  | 7e/12      | Compétition suspendue puis annulée | -                    |
| 2020-2021 | 6      | Fédérale 3  | 6e/12      | Compétition suspendue puis annulée | -                    |
| 2021-2022 | 6      | Fédérale 3  | 5e/10      | -                                  | -                    |
| 2022-2023 | 7      | Fédérale 3  | 1er/10     | Éliminés en 1/32ème de finale      | -                    |
| 2023-2024 | 7      | Fédérale 3  | 1er/10     | Vainqueurs                         | Champions Fédérale 3 |
| 2024-2025 | 6      | Fédérale 2  |            |                                    |                      |

## Personnalités du club

### Présidents
- Années 1920 :  Docteur Durin
- 2015-2018 :  Christian Bonadéi,  Xavier Cuq,  Raymond Torres,  Jean-Louis Loubet[12]
- 2018-2020 :  Christian Bonadéi[13]
- 2020- :  Cédric Mirouze,  Nicolas Charrié,  Stéphane Vallès,  Pierre Sieurac,  Xavier Cuq et  Guillaume Soulet[14]

### Entraîneurs
- ? :  Guy Husson
- 2008-2014 :  Éric Mercadier
- 2017-? :  Éric Mercadier
- ?-2020 :  Jérôme Soucarre,  Sébastien Descons et  Thierry Barbières
- 2021-? :  Jimmy Marchandise (arrières) et  Yannick Idrac (avants)

### Joueurs emblématiques

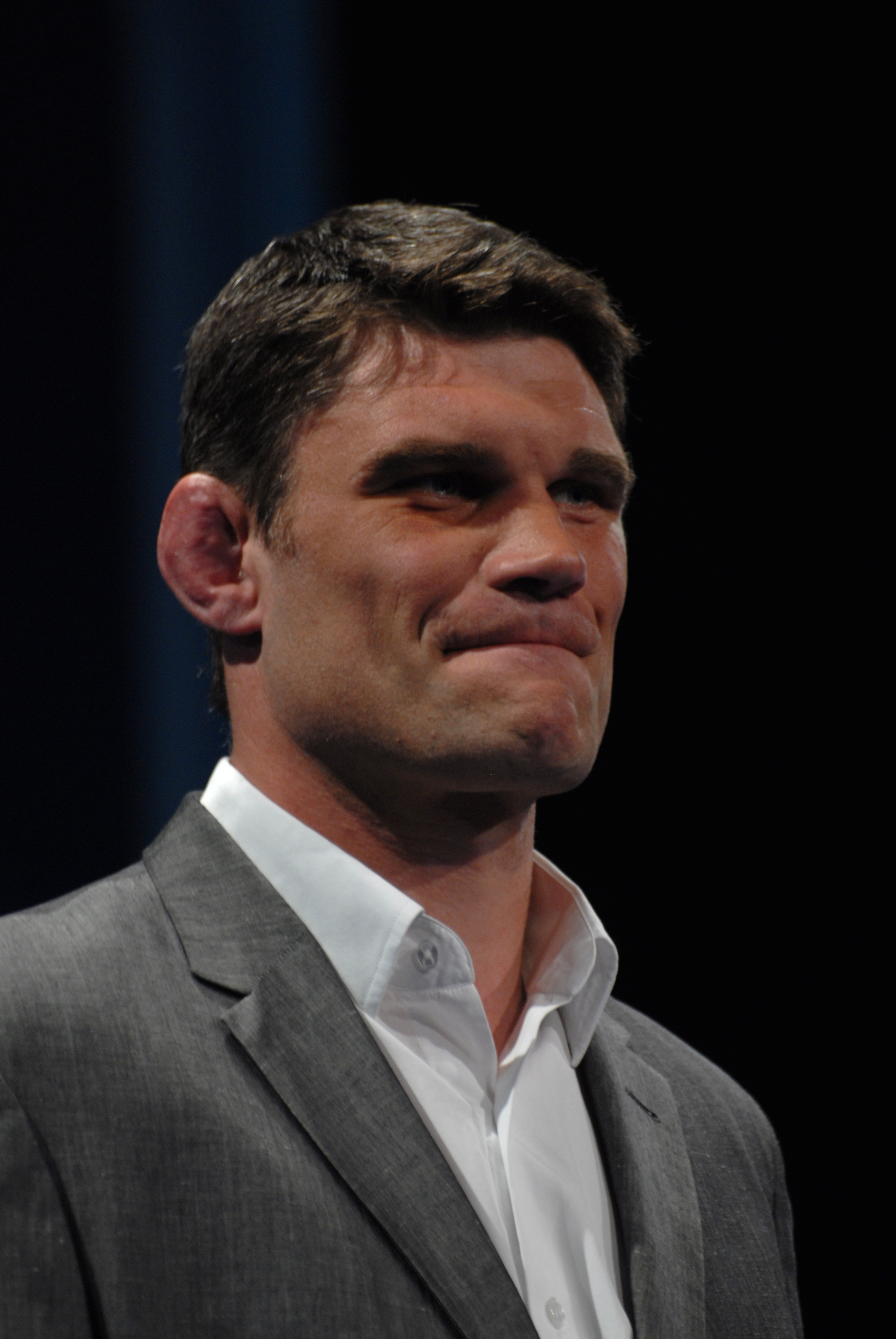
Fabien Pelous

- Aldo Quaglio : International (13 sélections)
- Christian Breseghello
- Fabien Pelous : International (118 sélections)
- Sébastien Descons[15]
- Loïc Mazières